# Campeonato Europeo de Patinaje Artístico sobre Hielo de 1982
El LXXIII Campeonato Europeo de Patinaje Artístico sobre Hielo se realizó en Lyon (Francia) del 2 al 7 de febrero de 1982. Fue organizado por la Unión Internacional de Patinaje sobre Hielo (ISU) y la Federación Francesa de Deportes de Hielo.

## Resultados

### Masculino
| Puesto | Nombre                 | País                | Puntos |
| ------ | ---------------------- | ------------------- | ------ |
| Oro    | Norbert Schramm        | Alemania Occidental |        |
| Plata  | Jean-Christophe Simond | Francia             |        |
| Bronce | Igor Bobrin            | Unión Soviética     |        |

### Femenino
| Puesto | Nombre                    | País                          | Puntos |
| ------ | ------------------------- | ----------------------------- | ------ |
| Oro    | Claudia Kristofics-Binder | Austria                       |        |
| Plata  | Katarina Witt             | República Democrática Alemana |        |
| Bronce | Yelena Vodorezova         | Unión Soviética               |        |

### Parejas
| Puesto | Nombre                               | País                          | Puntos |
| ------ | ------------------------------------ | ----------------------------- | ------ |
| Oro    | Sabine Bäss / Tassilo Thierbach      | República Democrática Alemana |        |
| Plata  | Marina Pestova / Stanislav Leonovich | Unión Soviética               |        |
| Bronce | Irina Vorobiyeva / Igor Lisovski     | Unión Soviética               |        |

### Danza en hielo
| Puesto | Nombre                              | País            | Puntos |
| ------ | ----------------------------------- | --------------- | ------ |
| Oro    | Jayne Torvill / Christopher Dean    | Reino Unido     |        |
| Plata  | Natalia Bestemianova / Andréi Bukin | Unión Soviética |        |
| Bronce | Irina Moiseyeva / Andrei Minenkov   | Unión Soviética |        |

## Medallero
| Núm. | País                          | Oro | Plata | Bronce | Total |
| ---- | ----------------------------- | --- | ----- | ------ | ----- |
| 1    | República Democrática Alemana | 1   | 1     | 0      | 2     |
| 2    | Alemania Occidental           | 1   | 0     | 0      | 1     |
| 2    | Austria                       | 1   | 0     | 0      | 1     |
| 2    | Reino Unido                   | 1   | 0     | 0      | 1     |
| 5    | Unión Soviética               | 0   | 2     | 4      | 6     |
| 6    | Francia                       | 0   | 1     | 0      | 1     |
|      | TOTAL                         | 4   | 4     | 4      | 12    |